# Attagenus punctatus
Attagenus punctatus is een keversoort uit de familie spektorren (Dermestidae). De wetenschappelijke naam van de soort werd in 1772 gepubliceerd door Giovanni Antonio Scopoli.